# Jarrod Jones
Jarrod Michael Jones (Michigan City, Indiana, 24 de mayo de 1990) es un jugador de baloncesto estadounidense nacionalizado húngaro que actualmente juega en los Taoyuan Pauian Pilots de la P. League+ de Taiwán. Con 2,06 metros de estatura, juega en la posición de pívot.

## Trayectoria deportiva

### Universidad
Jugó durante cuatro temporadas con los Cardinals de la Universidad Estatal Ball, en las que promedió 13,2 puntos y 8,0 rebotes por partido. En su primera temporada fue elegido freshman del año e incluido en el mejor quinteto de novatos de la Mid-American Conference, en 2011 incluido en el mejor quinteto y en 2012 en el segundo.

### Profesional
Tras no ser elegido en el Draft de la NBA de 2012, en el mes de julio fichó por el BC Kiev de la Superliga de Ucrania, donde jugó 30 partidos en los que promedió 13,9 puntos y 8,5 rebotes, que no evitaron que en febrero de 2013 fuera cortado. Acabó la temporada en el Alba Fehérvár húngaro, al que ayudó a ganar ese año la liga y la copa de su país, promediando 12,3 puntos y 7,7 rebotes por partido.
En 2013 fichó por el Atomerőmű SE también de Hungría, renovando al año siguiente por una temporada más. En esta segunda temporada sus estadísticas subieron hasta los 15,5 puntos y 7,8 rebotes por partido.
En agosto de 2015 cambió de liga para fichar por el Jeanne d'Arc Vichy francés, pero solo disputó seis partidos, en los que promedió 11,7 puntos y 3,7 rebotes, acabando la temporada de vuelta en el baloncesto húngaro, en esta ocasión en el Szolnoki Olaj KK, donde ganó su segundo campeonato.
En julio de 2016 fichó por el Victoria Libertas Pesaro italiano.
El 6 de octubre de 2022 firmó contrato por un mes con el Joventut de Badalona de la liga ACB. El 7 de noviembre llegó a un acuerdo para desvincularse del club, tras jugar tan solo siete partidos.
EL Türk Telekom de la Basketbol Süper Ligi lo fichó en enero de 2024.

## Selección nacional
Jugó para Hungría en dos partidos de la clasificación de FIBA Europa para la Copa Mundial de Baloncesto de 2019 en febrero de 2019.